# Sunset Song
Sunset Song és una pel·lícula britànica dirigida per Terence Davies, estrenada el 4 de desembre de 2015 al Regne Unit. Es tracta de l'adaptació de la novel·la del mateix nom publicada l'any 1932 per Lewis Grassic Gibbon. Va ser presentada en competició al Festival Internacional de Cinema de Sant Sebastià 2015. S'ha doblat i subtitulat al català central i al valencià.

## Argument
Al començament del segle xx, la família Guthrie viu en la seva granja prop de Aberdeen sota el paraigua autoritari del pare de família. Després de la mort de la mare, Chris i el seu germà Will veuen les relacions amb el seu pare agreujar-se.

## Repartiment
- Agyness Deyn : Chris Guthrie
- Kevin Guthrie : Ewan Tavendale
- Peter Mullan : el pare de Chris
- Jack Greenlees : Will Guthrie, el germà gran de Chris
- Ian Pirie : Chae Strachan
- Douglas Rankine : Long Rob
- Trish Mullin : Mistress Melon
- Hugh Ross : inspector
- Niall Greig Fulton : John Brigson
- Jamie Michie : Senyor Kinloch
- Jim Sweeney : sacerdot
- Julian Nest : Peter Semple, el notari

## Premis i nominacions
2015: Festival de Sant Sebastià: Secció oficial llargmetratges

### Nominacions
- Premis British Independent Film 2015: millor esperança per Agyness Deyn

## Crítica
- (...) celebra la penetrant musicalitat de la llengua escocesa i la “bellesa i dolçor del paisatge”.[4]
- "Una obra apassionant en el seu fons i enlluernador en les seves formes, on Davies demostra una vegada més que el millor estil, moltes vegades, no té per què menjar-se el fons del relat."[5]
- "L'elegància [de Davis] a l'hora de rodar és exquisida, la seva aura crepuscular i elegíaca, d'una delicadesa extraordinària. Les seves imatges semblen quadres. I el seu so és el de cançons populars de destins incerts i resignació"[6]
- "El conjunt no aconsegueix convèncer. Falta grapa, emoció i intensitat (...) Res no està malament, però a força que res no estigui tampoc bé (...) la fotografia és absolutament sublim".[7]